# Naïve (KMFDM)
Naïve è il quinto album dei KMFDM, pubblicato nel 1990.

## Tracce
Edizione originale
1. "Welcome" (Sascha Konietzko, En Esch) – 0:18
2. "Naïve" (Konietzko, Esch) – 5:26
3. "Die Now-Live Later" (Konietzko, Esch) – 5:01
4. "Piggybank" (Konietzko, Esch) – 6:37
5. "Achtung!" (KMFDM) – 4:24
6. "Friede (Remix)" (KMFDM) – 4:38
7. "Liebeslied" (KMFDM) – 5:34
8. "Go to Hell" (Konietzko, Esch) – 4:59
9. "Virus (Dub)" (Konietzko, Esch) – 6:28
10. "Disgust (Live)" (Konietzko, Raymond Watts, Esch) – 2:58
11. "Godlike (Chicago Trax version)" (Konietzko, Esch) – 3:33

Riedizione Metropolis Records
1. "Welcome" – 0:17
2. "Naïve" – 5:24
3. "Die Now-Live Later" – 5:01
4. "Piggybank" – 6:36
5. "Achtung!" – 4:17
6. "Friede (Remix)" – 4:37
7. "Liebeslied" [Edit] – 5:58
8. "Go To Hell" – 4:58
9. "Virus (Dub)" – 6:25
10. "Disgust" [Live] – 2:53
11. "Godlike (Chicago Trax Version)" – 3:19
12. "Go To Hell (Fuck MTV Mix)" – 5:48
13. "Virus (Pestilence Mix)" – 5:08
14. "Godlike (Doglike Mix)" – 5:39
15. "Leibesleid (Infringement Mix)" – 4:38
16. "Die Now-Live Later (Born Again Mix)" ; 4:42

## Formazione
- Sascha Konietzko – voce, tastiere, basso
- En Esch – voce, tastiere, chitarra
- Günter Schulz – chitarra
- Rudolph Naomi – batteria
- Christine Siewert – voce femminile (2-4)
- Johann Bley – batteria (5)
- Paul Barker – basso